# Elezioni parlamentari nelle Bahamas del 2021
Le elezioni parlamentari nelle Bahamas del 2021 si sono tenute il 16 settembre per il rinnovo della Camera dell'assemblea, la camera bassa del Parlamento delle Bahamas.

## Risultati
| Liste                          | Voti    | %     | Seggi |
| ------------------------------ | ------- | ----- | ----- |
| Partito Liberale Progressista  | 66 407  | 52,53 | 32    |
| Movimento Nazionale Libero     | 45 730  | 36,17 | 7     |
| Coalizione degli Indipendenti  | 8 560   | 6,77  | –     |
| Alleanza Nazionale Democratica | 1 742   | 1,38  | –     |
| United Coalition Movement      | 701     | 0,55  | –     |
| Kingdom Government Movement    | 515     | 0,41  | –     |
| Grand Commonwealth Party       | 260     | 0,21  | –     |
| Righteous Government Movement  | 61      | 0,05  | –     |
| Indipendenti                   | 2 438   | 1,93  | –     |
| Totale                         | 126 414 | 100   | 39    |